# Tad Williams
Robert Paul «Tad» Williams (nacido el 14 de marzo de 1957) es el autor de varias novelas de ciencia ficción y fantasía, incluyendo La canción del Cazarrabo, la serie de Añoranzas y pesares (Memory, Sorrow and Thorn en el inglés original) y la saga de Otherland.
Tad Williams ganó el premio Corine (2004) por su saga Otherland y fue nominado a la mejor novela en el 2005 por la sociedad británica de fantasía por Shadowmarch
Williams finalizó la escritura de las novelas pertenecientes a la saga Shadowmarch, cuyo primer volumen se publicó en noviembre de 2004 y el último en 2010.
Williams también ha realizado colaboraciones con Michael Moorcock, escribiendo relatos de Elric de Melniboné en la recopilación Cuentos del Lobo Blanco.
Volvió al mundo de Añoranzas y pesares en El Último Rey de Osten Ard, que después de muchos retrasos fue anunciada en el blog de Tad Williams en abril de 2014. y se publicó en inglés en enero de 2017 por DAW Books en Estados Unidos y Hodder Books en el Reino Unido.
Tad Williams vive con su esposa entre Londres y San Francisco.